# Ivica Šušić
Prof. Ivica Šušić (Split, 5. siječnja 1962.) je hrvatski pjesnik, podrijetlom iz Zagvozda. Profesor je hrvatskog jezika i književnosti.
Rodio se u Splitu. U rodnom je gradu završio srednju školu. Studirao je u Zadru gdje je diplomirao na Filozofskom fakultetu. Radi u I. gimnaziji Split.
Sudionik je Večeri domoljubnog pjesništva u Podstrani Mate Buljubašić i prijatelji, Večeri Domoljubne Poezije na Dugoratskom ljetu, izlagao je na Raosovim danima. Pjesme je objavio u reviji Maruliću, povijesne priloge o Zagvozdu i hrv. pjesniku i teatrologu Draganu Muciću u listu Zagvozdu čijim je pokretačem, Hrvatskim obzorjima (o Prosjacima i sinovima, članak u spomen Jozi Laušiću), listu Život i škola, list Imotska krajina
Nagrađen je za svoju pjesmu Elegijom za Stapin dub na drugom Festivalu zavičajne književnosti splitskog ogranka Matice Hrvatske u prosincu 2024. godine.

## Djela
- Lišnjak, 1998.
- Plitvina, 2004.
- Versi hrvatski, 2014.
- Anegdote od Imote, 2022.
- Elegija za Stapin dub, 2025.

Priredio je antologiju Imotska nova lirika: pjesništvo XX. stoljeća zajedno s Mladenom Vukovićem.
Pjesme su mu zastupljene u antologiji Svetog Duje anđeli prireditelja Mladena Vukovića, objavljene 2002. godine, izabranim pjesmama u izdanju Filoz. fakulteta u Zadru 1985., te u zbornicima Večeri domoljubne poezije s Dugoratskog ljeta.

## Nagrade i priznanja
- 2009.: 3. nagrada za prozu, za priču Samci, objavljenu 31. srpnja u Hrvatskom slovu[2]
- 2013.:  pjesnička Gunga, za prisustvo na svim dosadašnjim večerima poezije, za ostvarenu izvsnost u stvaralaštvu